# Alejandro Damián Da Silva
Alejandro Damián Da Silva Mercado est un footballeur paraguayen né le 18 mai 1983 à Lambaré.

## Carrière
- 1998-2000 : Cerro Porteño  Paraguay
- 2000-2003 : Udinese Calcio  Italie
- 2003-2005 : US Foggia  Italie
- 2005 : Sambenedettese Calcio  Italie
- 2005-2007 : Cerro Porteño  Paraguay
- 2007-2009 : Newell's Old Boys  Argentine
- 2010-2011 : Santiago Wanderers  Chili